# Eli Yatzpan
Eli Yatzpan, né le 6 juin 1965 à Tel Aviv en Israël, est un humoriste de la télévision israélienne.
Ses émissions et ses spectacles génèrent des réactions variées. Il suscite ainsi l'irritation du gouvernement égyptien du fait de ses imitations du Président Moubarak en 2001,. Il est aussi remarqué en 2005 pour ses « saillies anti-françaises ». Inversement, le Premier ministre Ehud Olmert échange plaisamment avec lui en 2008. 
En mai 2024, il suscite à nouveau l'attention des médias pour un canular téléphonique : il appelle la réception d'un hôtel de Beyrouth pour demander la réservation de chambres pour 50 000 Israéliens désireux de quitter leur pays à la suite des « attaques » subies par leur pays du fait du Hamas, du Hezbollah, des Houthis et de l'Iran.